# Saint-André-sur-Sèvre
Saint-André-sur-Sèvre ist eine französische Gemeinde mit 637 Einwohnern (Stand: 1. Januar 2022) im Département Deux-Sèvres in der Region Nouvelle-Aquitaine (zuvor Poitou-Charentes). Sie gehört zum Arrondissement Bressuire und zum Kanton Cerizay. Die Einwohner werden Saint-Andrésiens genannt.

## Geographie
Saint-André-sur-Sèvre liegt etwa 15 Kilometer westsüdwestlich von Bressuire. Am nordöstlichen Rand der Gemeinde fließt der Sèvre Nantaise entlang. Umgeben wird Saint-André-sur-Sèvre von den Nachbargemeinden Cerizay im Norden, La Forêt-sur-Sèvre im Osten, Menomblet im Süden und Südwesten, Montournais im Westen und Südwesten sowie Saint-Mesmin im Westen.

## Bevölkerungsentwicklung
| Jahr                      | 1962 | 1968 | 1975 | 1982 | 1990 | 1999 | 2006 | 2013 |
| Einwohner                 | 866  | 831  | 727  | 742  | 728  | 653  | 648  | 630  |
| Quelle: Cassini und INSEE |      |      |      |      |      |      |      |      |

## Sehenswürdigkeiten
- Kirche Saint-André aus dem 13. Jahrhundert
- Schloss Saint-Mesmin, Ende des 14. Jahrhunderts erbaut

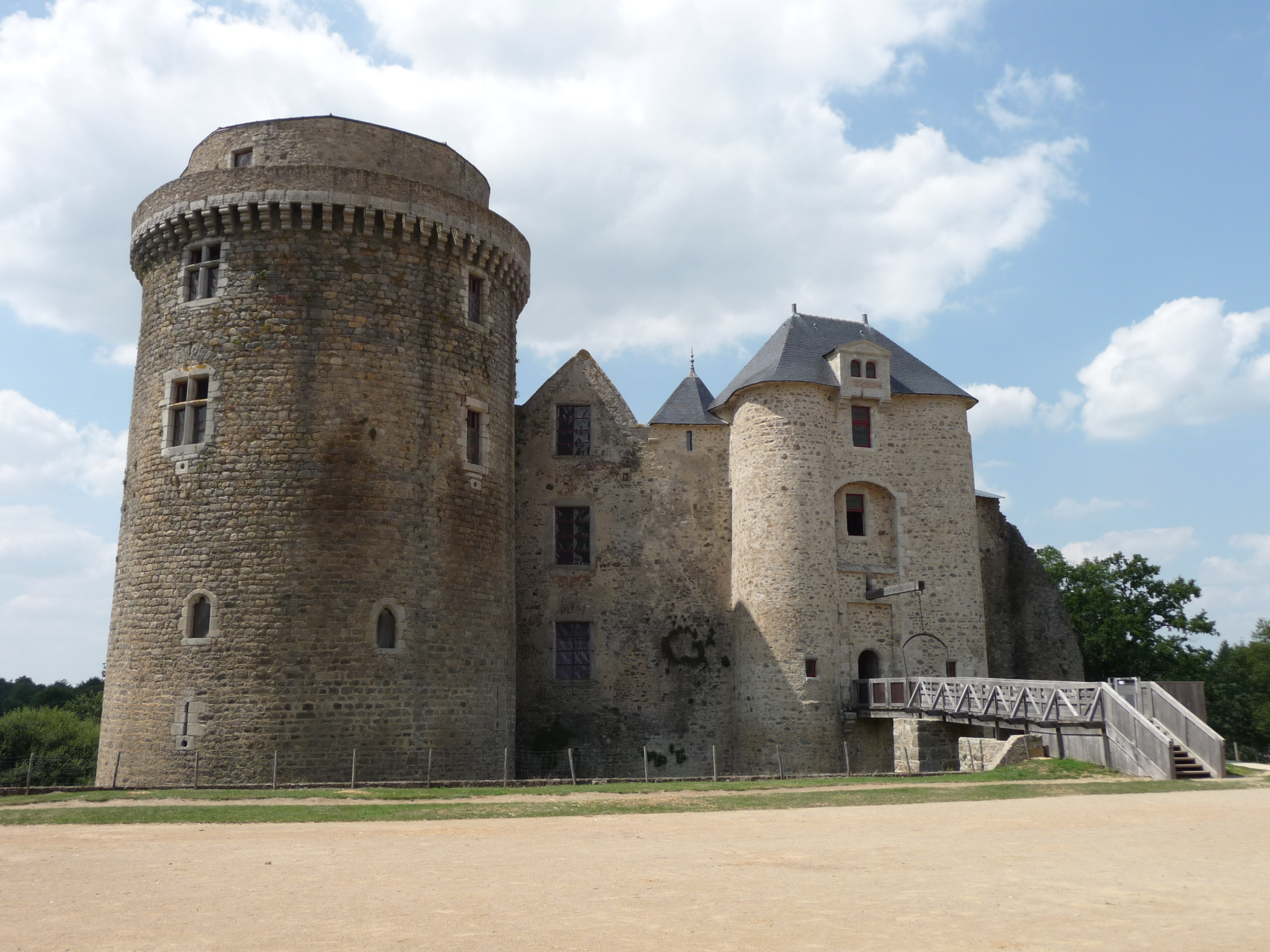
Schloss Saint-Mesmin

- Park Le Cloître